# Galerie Vaňkovka

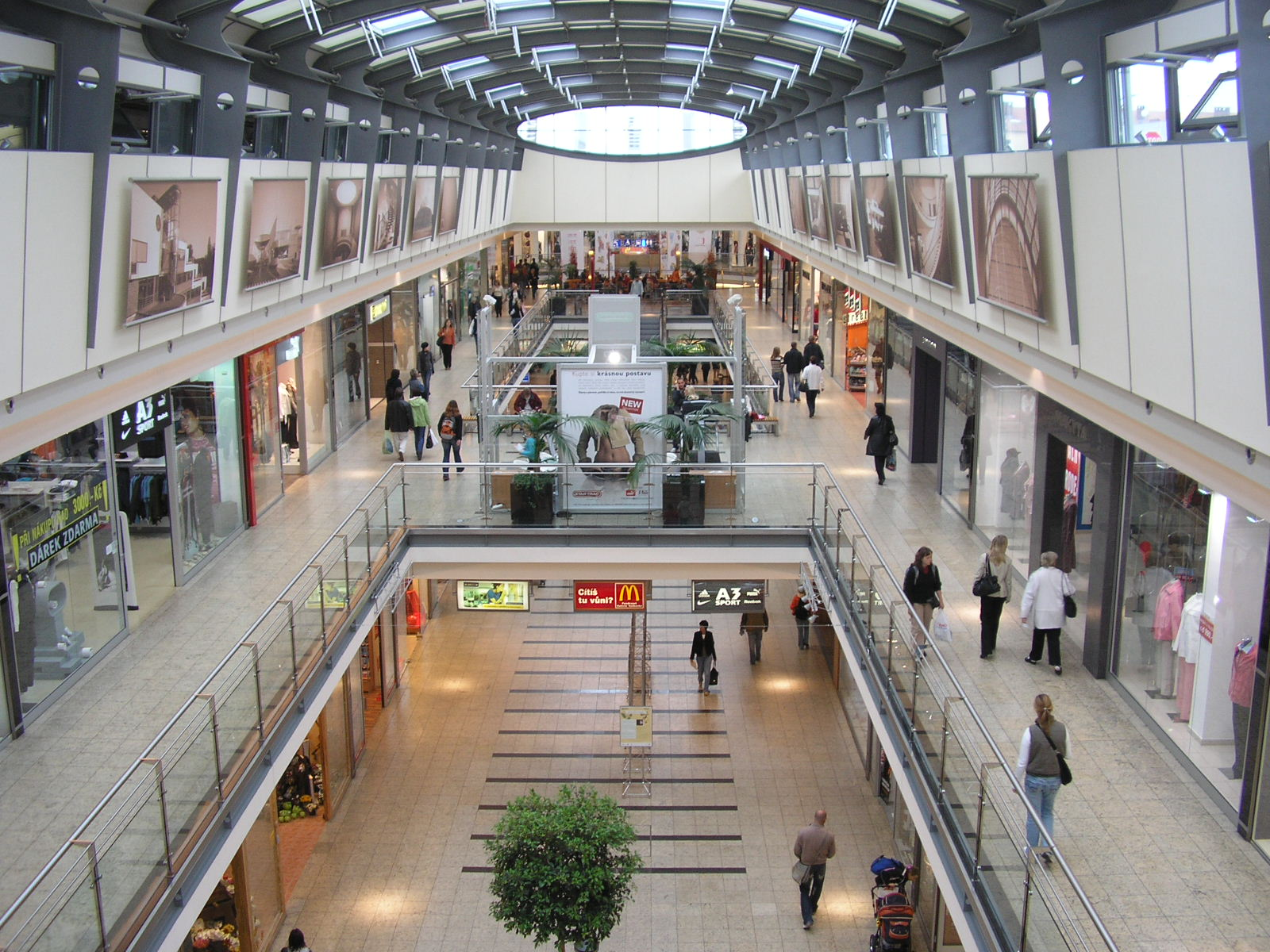
Interiér obchodního centra

Galerie Vaňkovka je nákupní centrum nacházející se v Brně. Vlastníkem centra je německá společnost ECE, otevřeno bylo 23. března 2005. Nachází se jižně od hlavního nádraží v brněnské městské části Brno-střed, v katastrálním území Trnitá, na místě bývalé továrny, kterou roku 1865 založil Friedrich Wannieck. Součástí Vaňkovky je Wannieck Gallery, Slévárna Vaňkovka a samotná nákupní Galerie Vaňkovka Brno.

## Popis komplexu
Ve stavbě jsou zakomponovány některé původní budovy někdejší továrny, doplnily je nové objekty. Uprostřed nákupního centra se nachází rozcestí s „krokodýlí“ fontánou, s mnoha počítačem řízenými zajímavými vodními efekty, která přitahuje pozornost mnoha návštěvníků nákupního centra. Ve zrekonstruované budově původní strojírny ve východní části areálu původní továrny se nachází umělecká galerie Wannieck Gallery. Jižně od ní se pak nachází zrekonstruovaná budova původní administrativní budovy, kterou spolu s bývalou strojírnou opravila a vlastní společnost Jižní centrum Brno a.s., která na generální opravu obou budov vynaložila asi 150 milionů Kč. Název Vaňkovka vznikl právě zkomolením jména německého zakladatele a původního vlastníka bývalé továrny Friedricha Wanniecka. Zrekonstruované budovy původní továrny patří k památkám novogotické industriální architektury.

## Fotogalerie

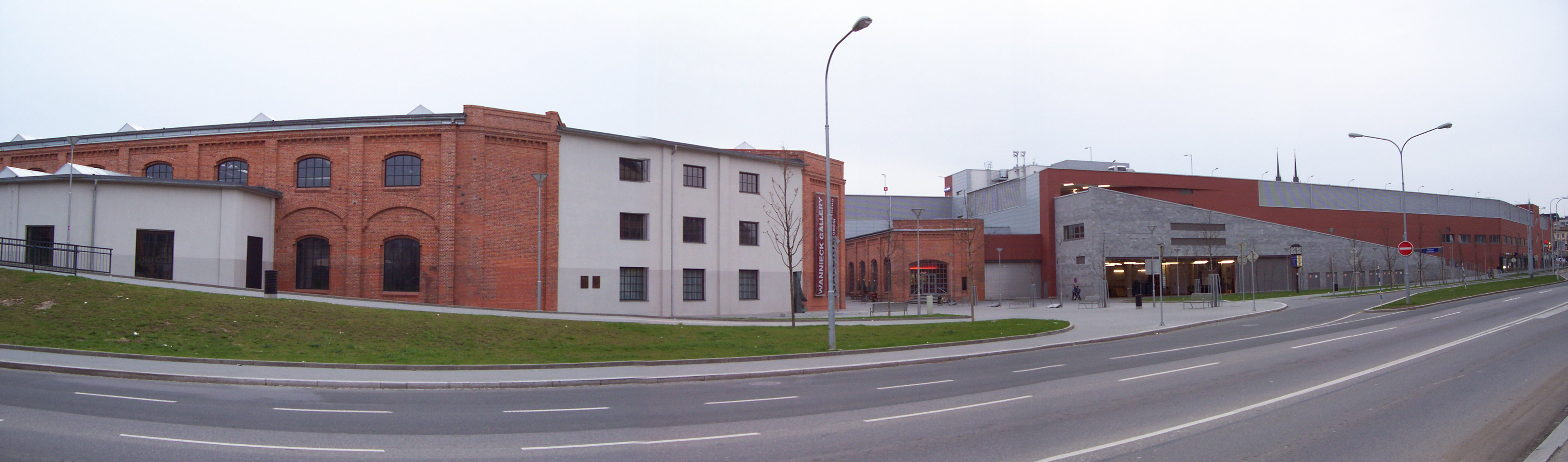
Panoráma východní části Vaňkovky
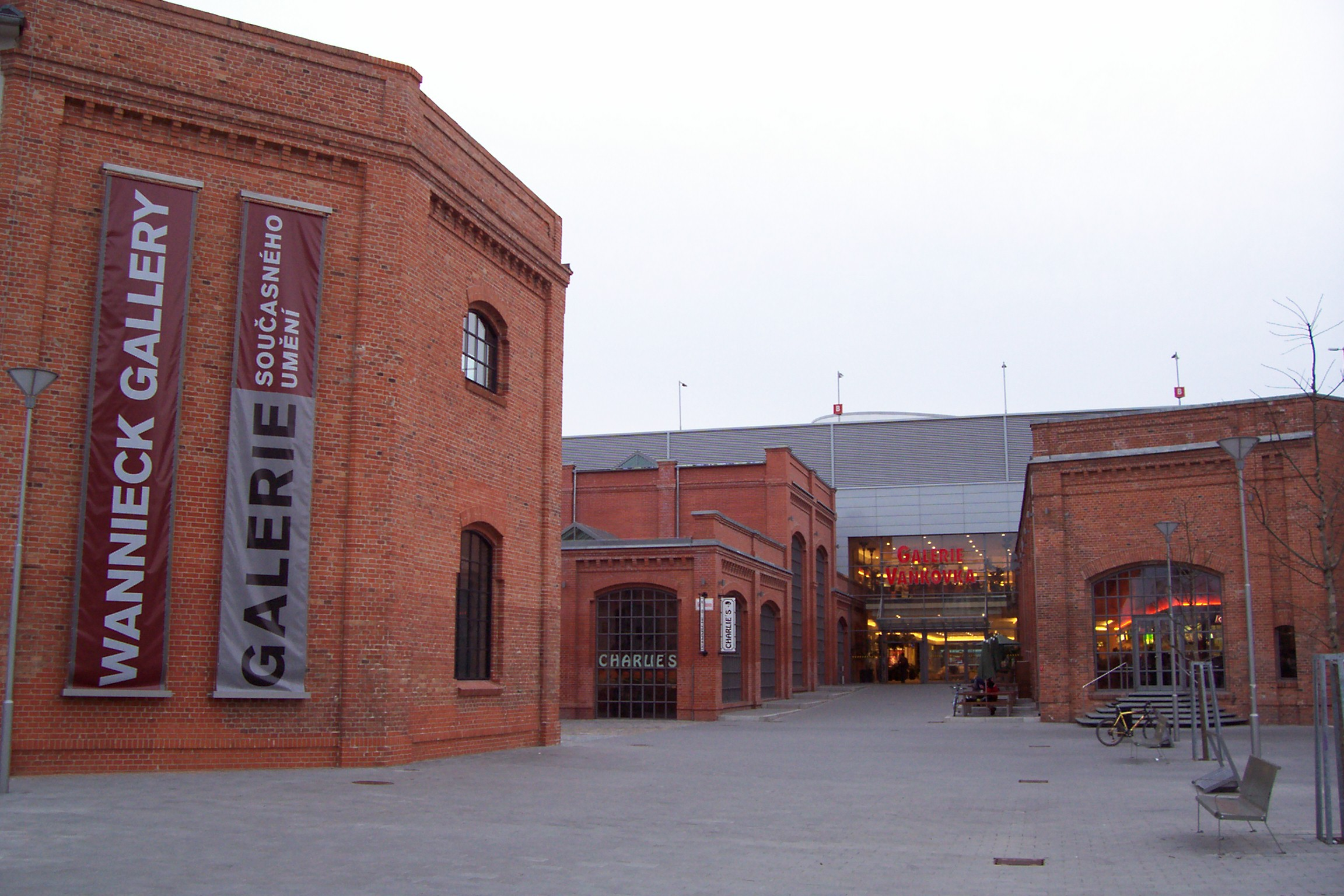
Východní vstup do obchodního centra
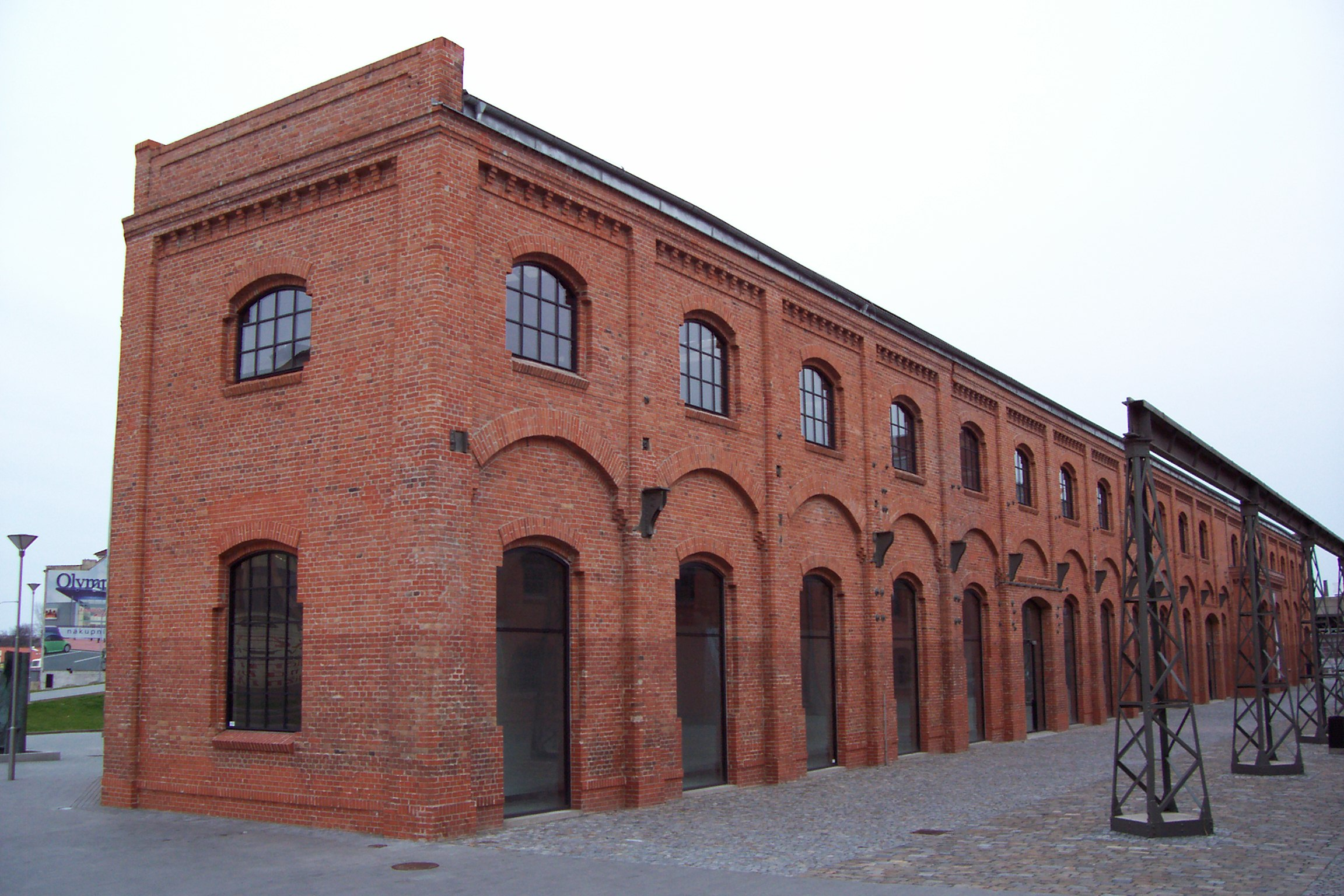
Zrekonstruovaná část původní strojírny nezakomponovaná do novodobého obchodního centra
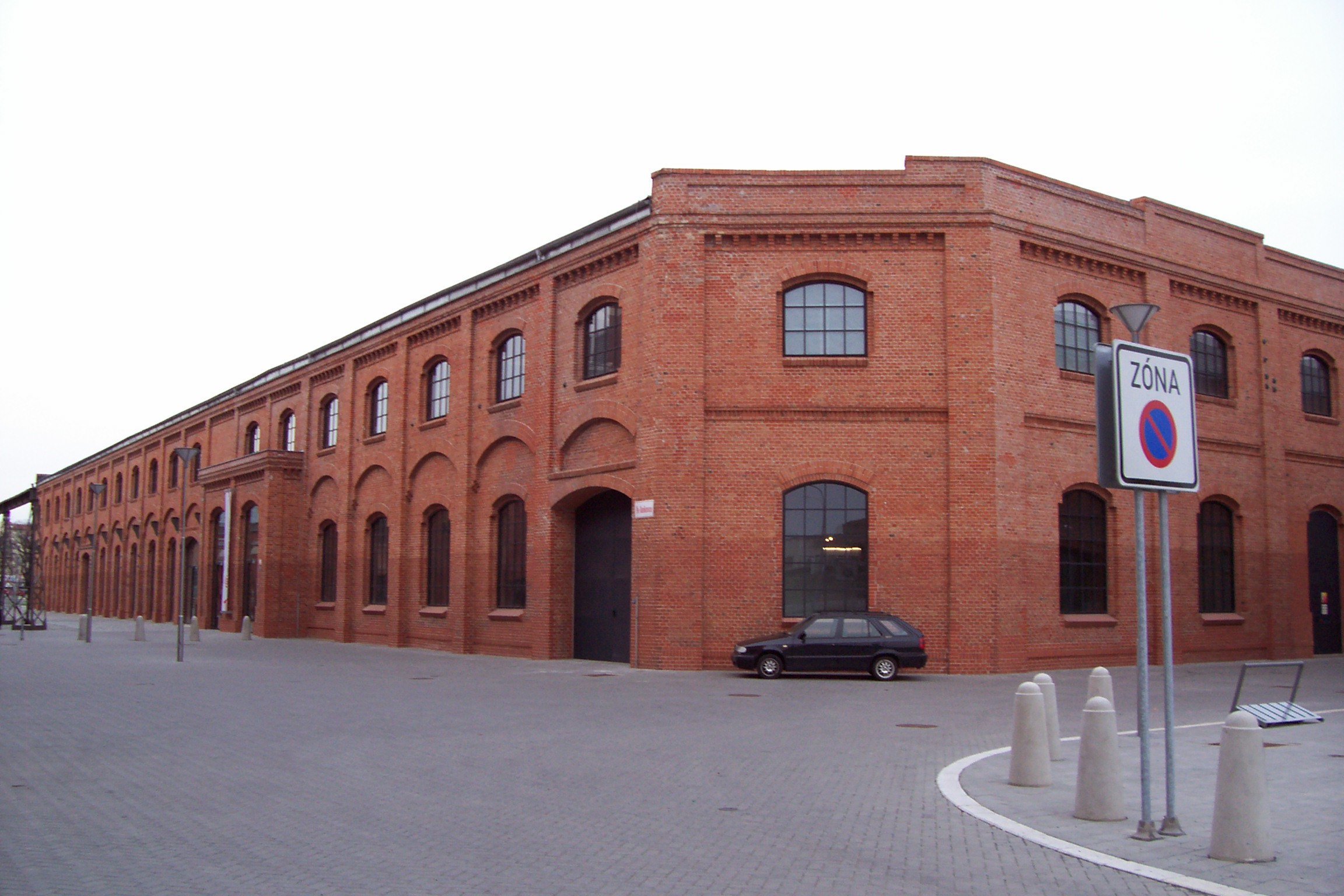
Další snímek stejné budovy
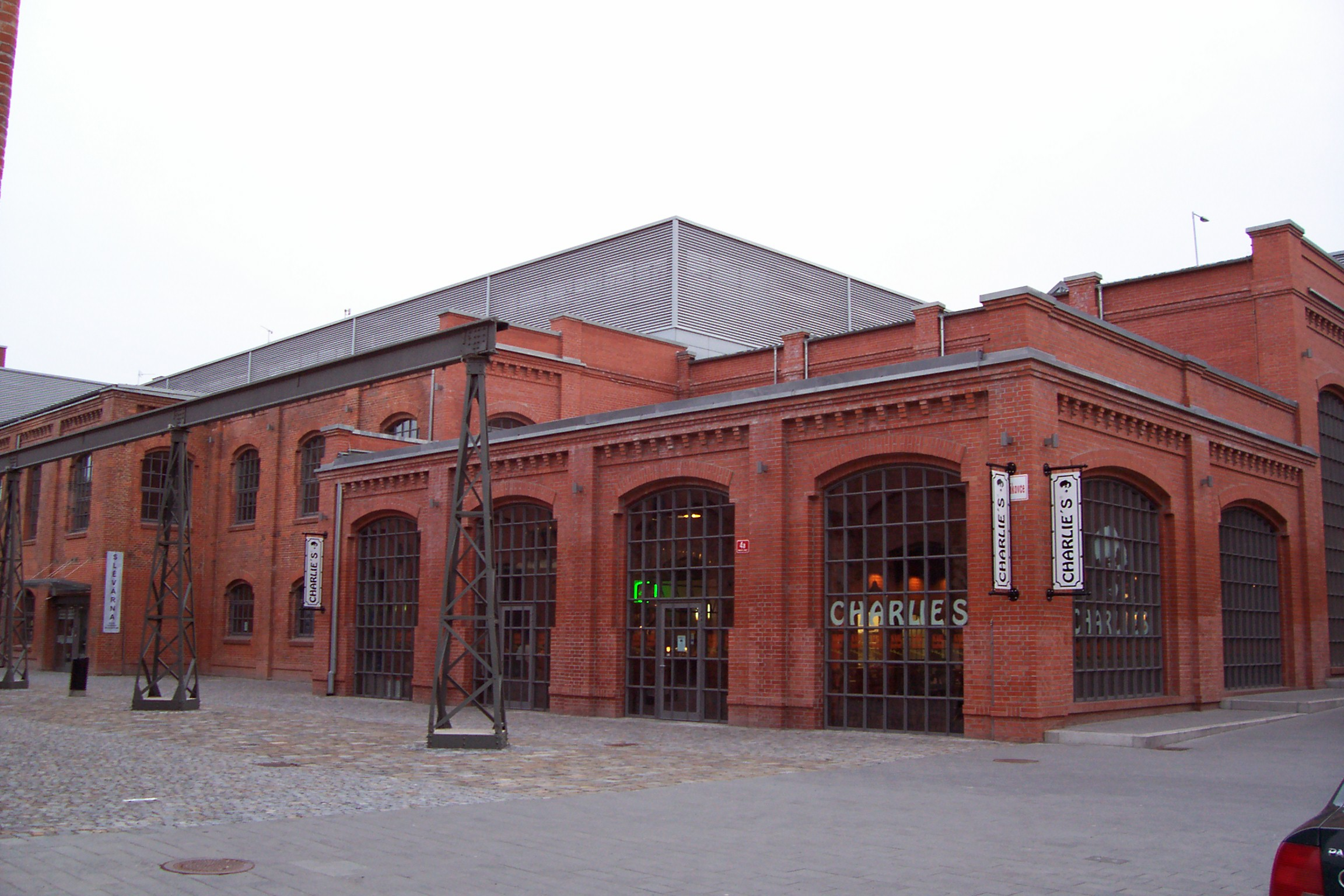
Zrekonstruovaná část původní továrny zakomponovaná do novodobého nákupního centra
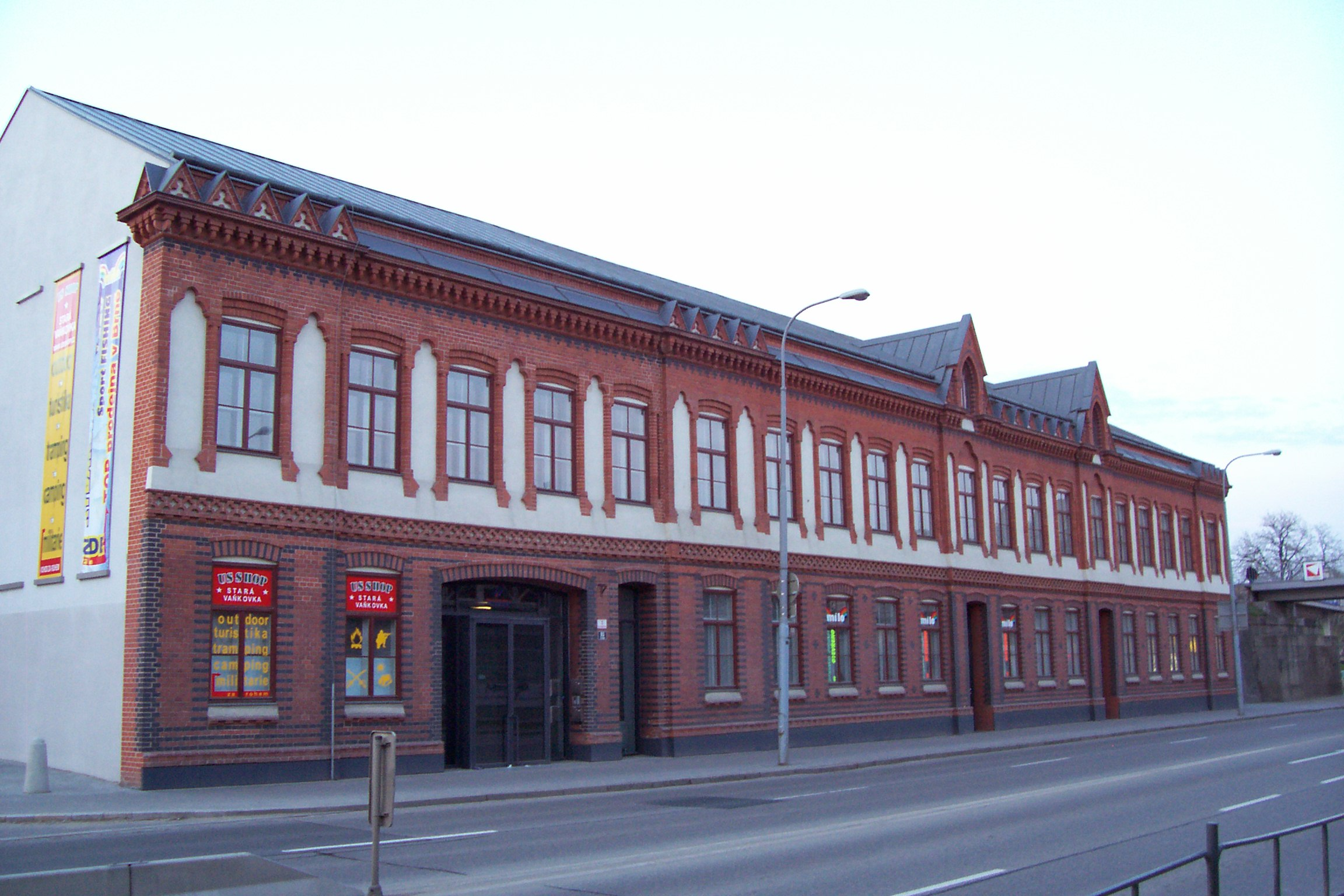
Zrekonstruovaná administrativní budova Vaňkovky
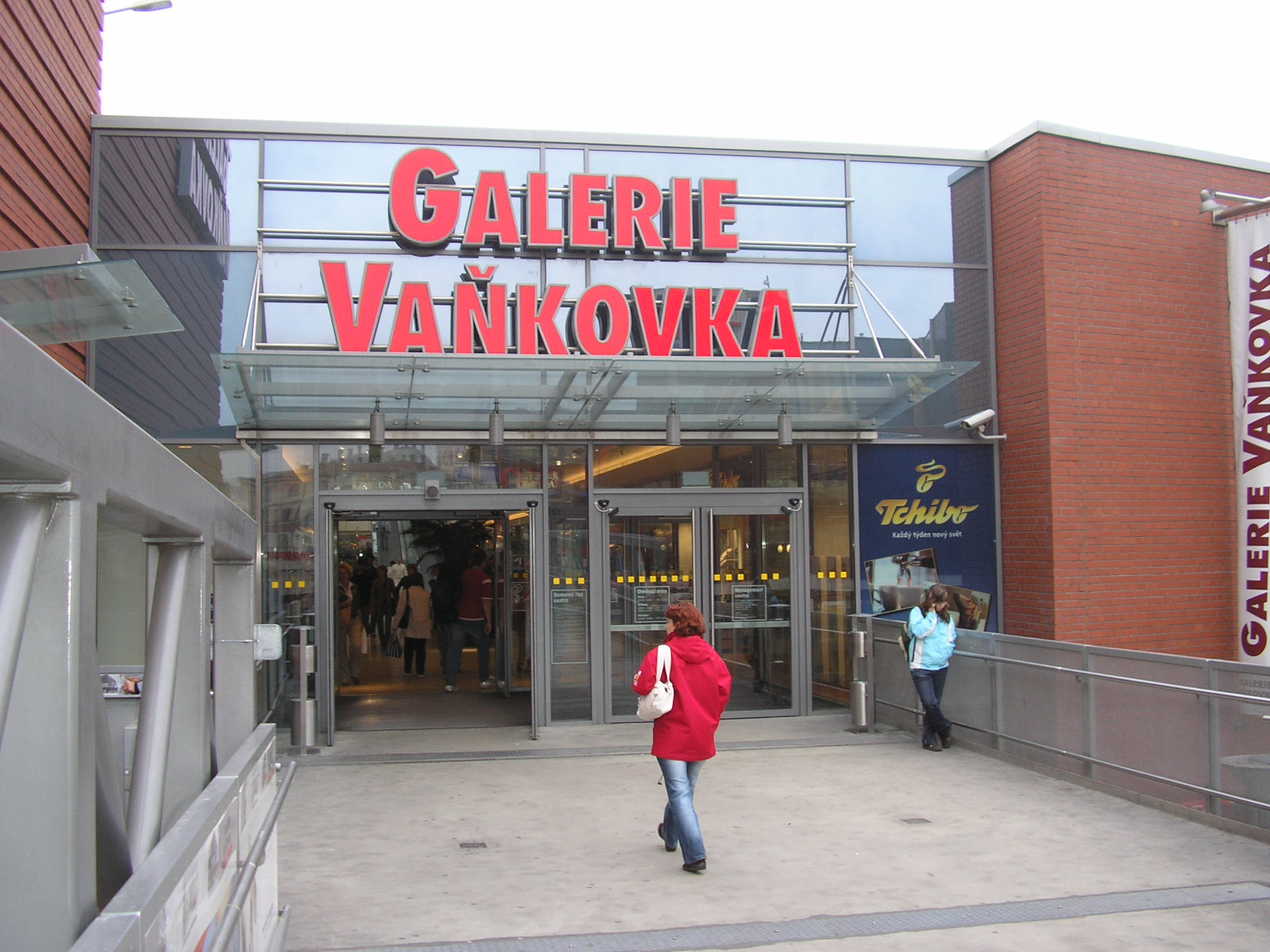
Vchod přes most od Tesca
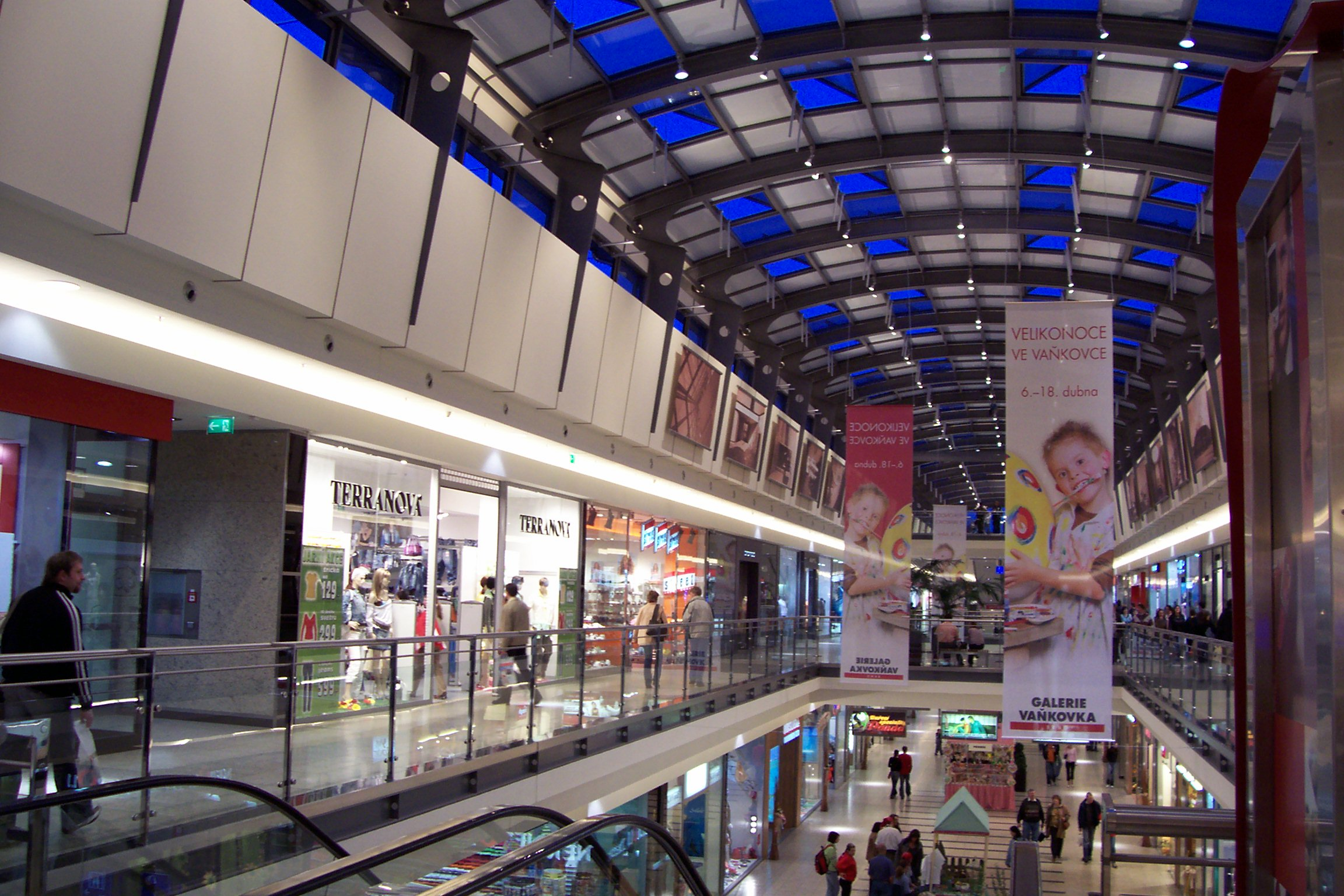
Interiér obchodního centra
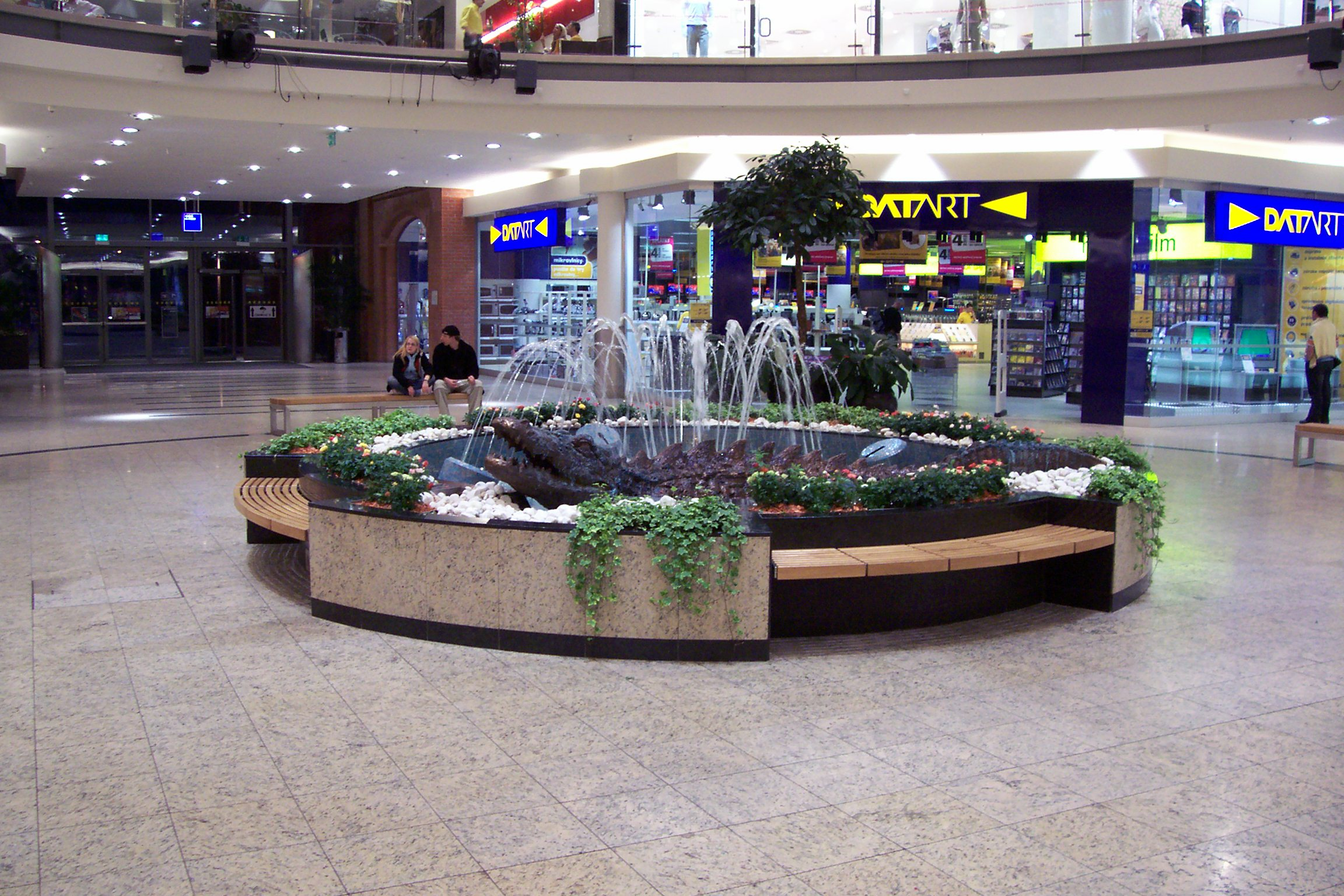
„Krokodýlí“ fontána
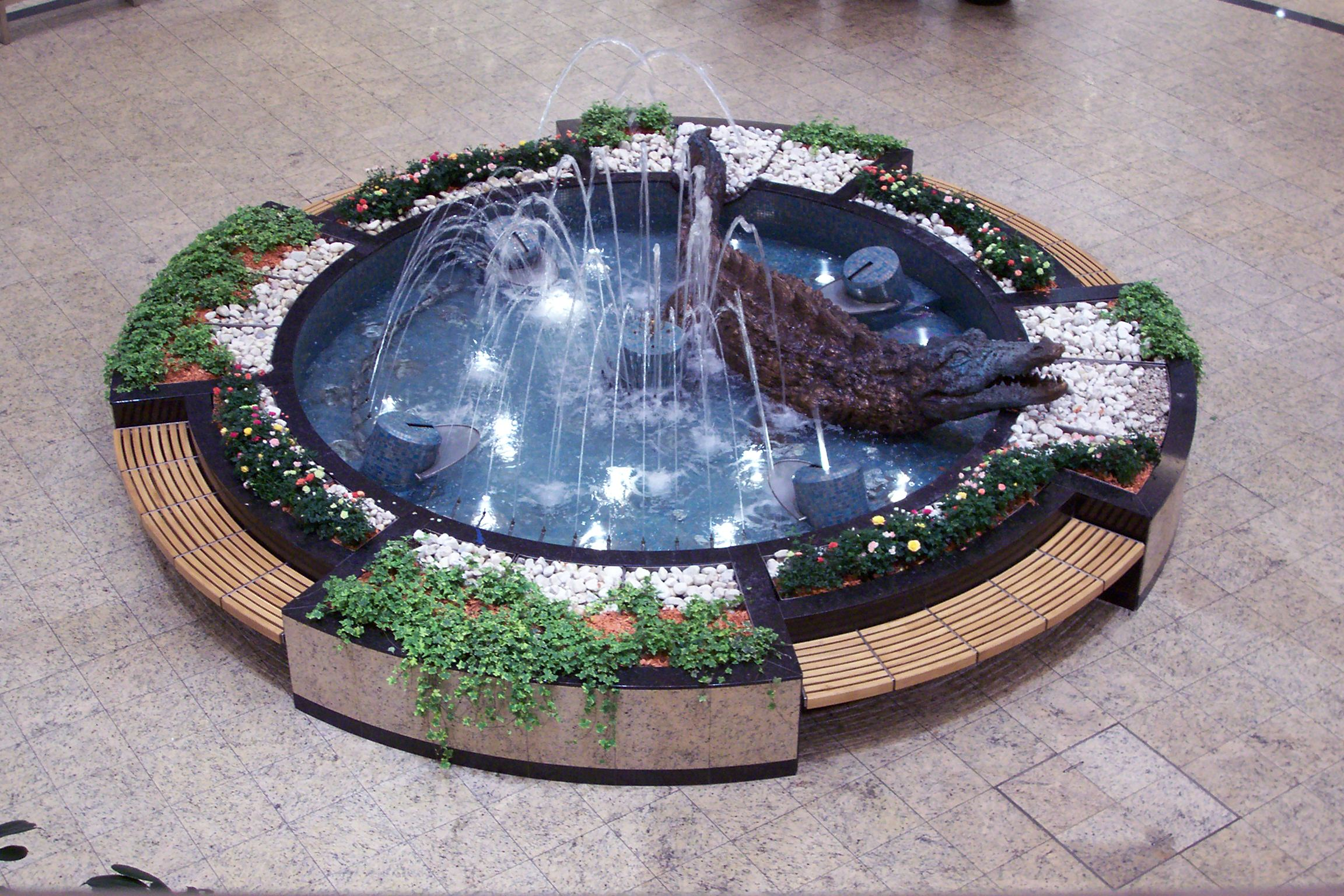
Horní pohled na „krokodýlí“ fontánu
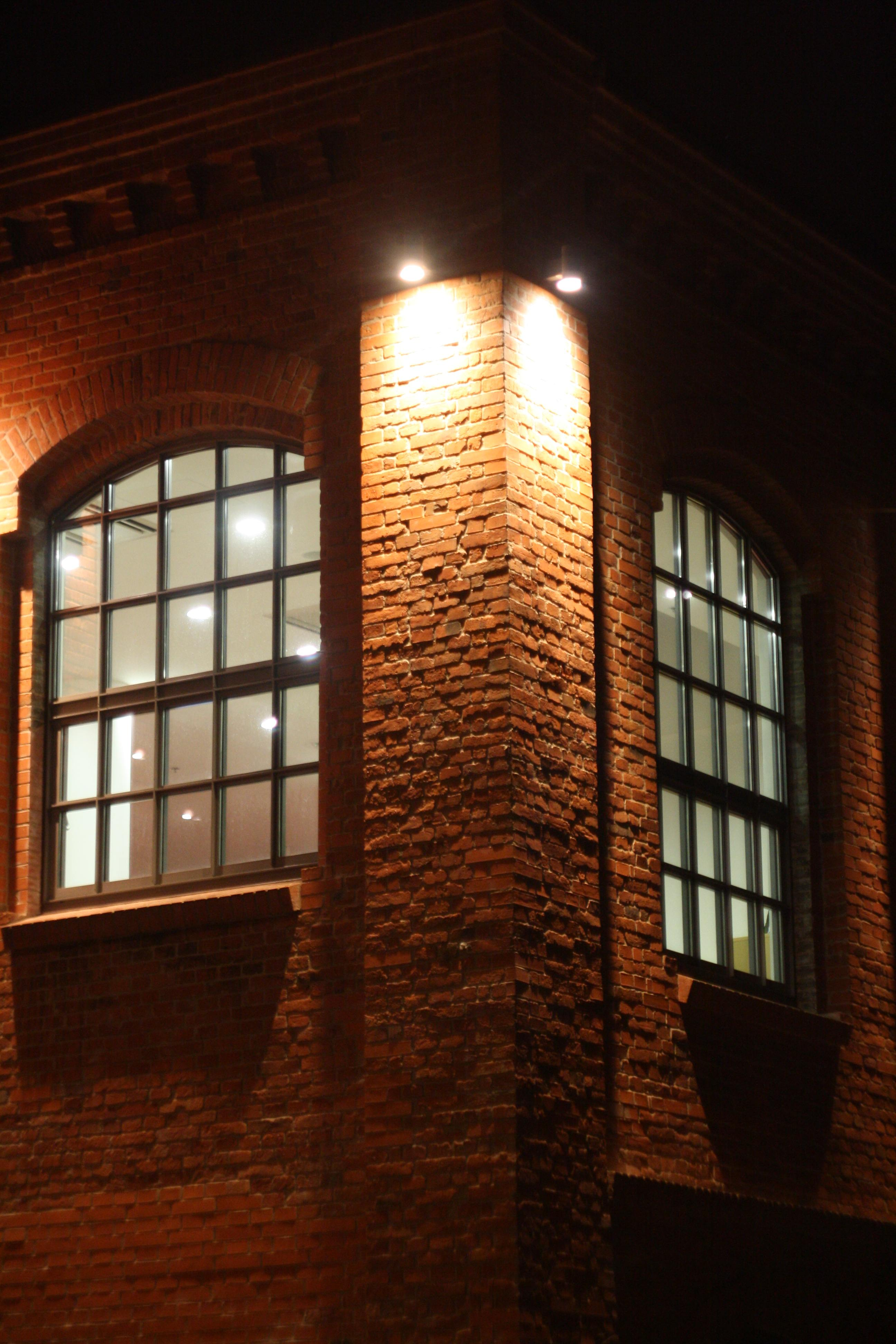
Detail staré Vaňkovky